# Capitol Music Group
Capitol Music Group (сокращённо CMG) — американский лейбл, принадлежащий Universal Music Group (UMG). Он контролирует обработку звукозаписывающих лейблов, назначенных подразделению UMG Capitol Records, и был унаследован от его приобретения каталога EMI (за исключением Parlophone, который был продан Warner Music Group (WMG) в 2013 году). Лейблы, распространяемые под брендом CMG включают в себя: Capitol Records, Virgin Records, Motown Records, Blue Note Records, Astralwerks, Harvest Records, Capitol Christian Music Group, Priority Records, Atom Factory Entertainment и Deep Well Records.

## История
Capitol Music Group была образована в феврале 2007 года в результате слияния Capitol Records и Virgin Records America в попытке EMI реструктурировать и сэкономить в среднем 217 миллионов долларов в год. Как Virgin Records, так и Capitol Records, однако, остались отпечатками лейбла.
Генеральный директор Virgin Records Джейсон Флом был назначен главой подразделения, а генеральный директор Capitol Records Энди Слейтер ушёл в отставку после получения пенсии, по сообщениям, стоимостью более 15 миллионов долларов. Как глава лейбла, Флом подчиняется непосредственно генеральному директору группы компании EMI Эрик Николи.
В общей сложности 283 артиста подписали контракт с Capitol Music Group, в том числе Mims, Летоя Лакетт, J. Holiday, Royal Bliss, Mack 10, Фейт Эванс, Fat Joe и с 2007 года, Кэти Перри, Ferras и Rucka Rucka Ali. В 2014 году было подтверждено, что Моррисси и Нил Даймонд подписали контракт с Capitol Records, Моррисси подписал контракт на два альбома. Впрочем, последнее было предоставлено в компанию в результате купли-продажи, что метки Warner Music.
В 2010 году Virgin Records была отделена от Capitol Music Group, чтобы сформировать Virgin Music Group; однако в 2013 году Virgin Music Group была распущена, в результате чего Virgin Records вернулась к своему размещению под CMG.
В ноябре 2012 года было объявлено, что Стив Барнетт станет председателем и генеральным директором компании.
С поглощением EMI (без Parlophone) в Universal Music Group, Capitol Music Group теперь является частью пяти лейблов UMG в Великобритании. The Beatles были подписаны на Capitol UK.
В апреле 2013 года Робби Макинтош был назначен главой международных операций Capitol.
В ноябре 2016 года председатель правления и генеральный директор компании Стив Барнетт объявил, что у компании есть три запланированных проекта, которые включают музыку, кино и литературные проекты, которые отдают дань уважения восьмидесятилетним артистам, подписавшим контракт с лейблом.

## Дочерние компании
- 10 Records
- 2101 Records
- Angel Records (США)
- Astralwerks
- Block Entertainment
- Blue Note Records
- Capitol Christian Music Group
- Capitol Records
- Caroline Distribution
- Chrysalis Records (США)
- Circa Records
- EMI America Records
- EMI Records (США)
- Enigma Records
- Get Money Gang Entertainment
- G-Unit Records
- Harvest Records
- Hut Records
- Imperial Records
- Konspiracy Theory Music
- Liberty Records (США)
- Manhattan Records
- Motown Records
- Pinegrove Records
- Priority Records
- Quality Control Music
- RMG Music Group
- Siren Records
- South East Conglomerate LLC
- The Trak Kartel Records
- Twenty Two Recordings
- Unsub Records
- Virgin Records America